# Iban Zaldua González
Iban Zaldua González (Sant Sebastià, Guipúscoa, 18 de febrer de 1966) és un escriptor basc que ha treballat sobretot en l'àmbit del conte; també ha publicat novel·les i assajos. Escriu tant en basc com en castellà. Actualment viu a Vitòria, on exerceix com a professor d'història econòmica.

## Obra

### Llibres de relats
- Veinte cuentos cortitos (Diputación de Guipúzcoa, 1989)
- Ipuin euskaldunak (en col·laboració amb Gerardo Markuleta, Erein, 1999)
- Gezurrak, gezurrak, gezurrak (Erein, 2000)
- Traizioak (Erein, 2001)
- La isla de los antropólogos y otros relatos (Lengua de Trapo, 2002)
- Itzalak (Erein, 2004)
- Etorkizuna (Premi Euskadi de Literatura 2006, Alberdania, 2005)[2]
- Ipuinak. Antologia bat (Erein, 2010)
- Biodiskografiak (Erein, 2011)
- Idazten ari dela idazten duen idazlea (Elkar, 2012) [«El traductor de Kafka», en català][3]
- Inon ez, inoiz ez (Elkar, 2014) [ed. cat.: Enlloc, mai, Godall Edicions, 2015][4]
- Como si todo hubiera pasado (compilació de contes escrits entre 1999 i 2018, Galaxia Gutemberg, 2018)[5]

### Novel·les
- Si Sabino viviría (Lengua de Trapo, 2005)
- Euskaldun guztion aberria (Alberdania, 2008)

### Assaig
- Obabatiko tranbia. Zenbait gogoeta euskal literaturaz. 1989-2001 (Alberdania, 2002)
- Animalia disekatuak: Libeloak, panfletoak eta beste zenbait taxidermia-lan (Utriusque Vasconiae, 2005)
- Ese idioma raro y poderoso. Once decisiones cruciales que un escritor vasco está obligado a tomar (Lengua de Trapo, 2012), Premi Euskadi 2013

### Literatura infantil i juvenil
- Kea ur gainean (Elkar, 2002)
- Ile luzeen kondaira (Pamiela, 2003)

### Còmic
- Azken garaipena (amb el dibuixant Julen Ribas, Xabiroi, 2011), Premi Euskadi 2012